# Hieris curtisii
Hieris curtisii là một loài thực vật có hoa trong họ Chùm ớt. Loài này được (Ridl.) Steenis mô tả khoa học đầu tiên năm 1928.